# Hilberts sjätte problem
Hilberts sjätte problem är ett av Hilberts 23 problem. Problemet, som formulerades år 1900, var att axiomatisera fysiken där matematik är utbrett.
För närvarande finns det två grundläggande teorier inom fysiken: standardmodellen för partikelfysik och den allmänna relativitetsteorin. Många delar av dessa teorier har lagts på en axiomatisk grund. Emellertid har fysiken som helhet inte, och i själva verket är standardmodellen inte ens logiskt konsistenta med den allmänna relativitetsteorin, vilket indikerar att det behövs en ännu okänd teori om kvantgravitation. Lösningen av Hilberts sjätte problemet kvarstår alltså öppen.